# Kawasaki ZZR 1100
La Kawasaki ZZR-1100, denominata anche Ninja ZX-11 sul mercato nordamericano, è una moto prodotta tra il 1990 e il 2001 dalla casa motociclistica giapponese Kawasaki, tra le potenti realizzate in riferimento all'epoca della presentazione (1990).

## Descrizione e storia

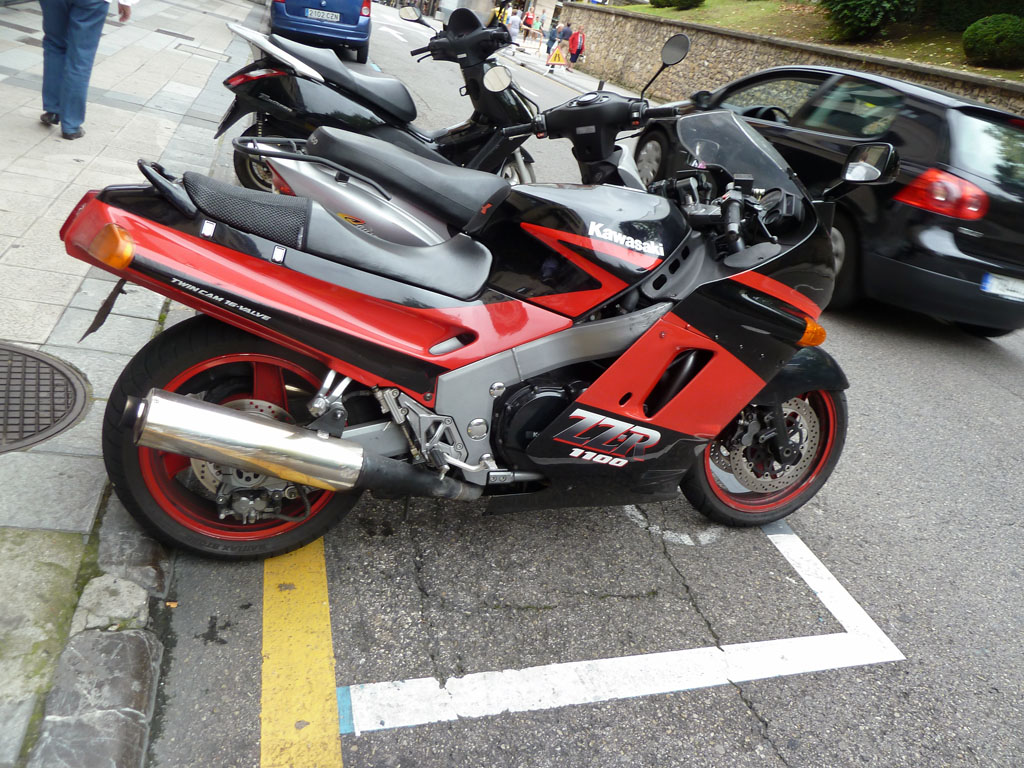

La moto, che ha sostituito la ZX10 (prodotta dal '88 al '90), la casa giapponese ha prodotto 2 modelli della ZZR-1100: la prima serie prodotta dal 1990 al 1993 (serie "C") aveva il telaio posteriore coperto dai fianchetti e la luce dello stop semplice, rettangolare; non aveva lo strumento del livello benzina e per il resto non c'erano differenze estetiche sostanziali rispetto all'antenata. La cilindrata, grazie all'aumento dell'alesaggio è stata aumentata rispetto alla ZX-10 per arrivare ai 1.052 cm³.
La seconda serie prodotta dal 1993 al 2001 (serie "D") scopriva il telaio posteriore spezzando così la carenatura; la coda e il fanale dello stop erano un poco più arrotondati, era presente l'indicatore del livello benzina e la linea sembrava più "giovane".
Una particolarità della moto era che le frecce, sia anteriori che posteriori, erano incastonate nelle plastiche della carrozzeria dando una linea unica a questa moto.
Il peso dichiarato era di 235 kg a secco ma il baricentro molto basso permetteva una certa maneggevolezza.

## Dati rilevati
Venne provata dalla rivista Motociclismo nel mese di ottobre '93 sul banco prova Borghi&Saveri; i risultati furono:
Potenza all'albero: 145,07 Cv. a 10.250 giri/min.
Potenza alla ruota: 132,31 Cv. a 10.250 giri/min.
Coppia all'albero: 11,40 Kgm a 8.250 giri/min.
Coppia alla ruota: 10,40 Kgm a 8.250 giri/min.
Velocità massima: 285,1 km/h (312 km/h indicati a 11,500 giri/min.)
Velocità massima in posizione seduta (no col casco nel cupolino): 261 km/h (indicati 280 km/h a 10.200 giri/min.)
Peso senza carburante: 253,5 kg (114 ant. 139,5 post.)
Consumo urbano: 13,3 km/l.
Consumo extraurbano: 16,9 km/l.
Consumo autostradale (a 130 km/h): 15 km/l.
Consumo massimo: 7,3 km/l.
Consumo misto della prova: 14,1 km/l.
Accelerazione da fermo:
0 - 100 m in 4,667 s con velocità d'uscita di 134,62 km/h.
0 - 200 m in 6,944 s con velocità d'uscita di 176,47 km/h.
0 - 300 m in 8,856 s con velocità d'uscita di 203,54 km/h.
0 - 400 m in 10,604 s con velocità d'uscita di 216,86 km/h.
Ottenendo il primato nella prova di accelerazione da fermo fra le sport/tourer ma non confermò lo straordinario crono della versione precedente per due decimi di secondo, anche perché il motore aveva erogato ben 2,3 Cv. in più alla ruota.
Ripresa da 50 km/h:
0 - 100 m in 5,255 s con velocità d'uscita di 84,72 km/h.
0 - 200 m in 8,729 s con velocità d'uscita di 121,62 km/h.
0 - 300 m in 11,417 s con velocità 'uscita di 152,33 km/h.
0 - 400 m in 13,747 s con velocità d'uscita di 168,22 km/h.
Ottenne un ottimo tempo nonostante la rapportatura finale fosse lunga, anche se le altre moto riuscirono a spuntare tempi sensibilmente migliori.
Pregi: Comfort e posizione di guida, tenuta di strada, erogazione potenza, prestazioni, finiture carenatura.
Difetti: Peso eccessivo nella guida al limite, sospensioni morbide nell'impiego esasperato, eccessivo calore del motore, clacson poco potente.
Il prezzo in Italia (franco concessionario) era di 18.160.000 lire + 2.000.000 lire di tassa di prima immatricolazione per le maxi moto.
Venne sostituita in catalogo dalla Kawasaki ZZR-1200.